# Susan Mokotoff Reverby
Susan Mokotoff Reverby (née en 1946) est professeur au Wellesley College. Elle a écrit sur l'étude de Tuskegee sur la syphilis et elle a découvert le scandale de l'expérimentation sur la syphilis au Guatemala,.